# Sonar
Pour les articles homonymes, voir Sonar (homonymie).
Le sonar (acronyme issu de l'anglais sound navigation and ranging) est un appareil utilisant les propriétés particulières de la propagation du son dans l'eau pour détecter et situer les objets sous l'eau en indiquant leur direction et leur distance. Son invention découle des travaux de Lewis Nixon et des Français Paul Langevin et Constantin Chilowski au cours de la Première Guerre mondiale. Il est utilisé :
- par les marines de guerre pour la détection de sous-marins (et de bâtiments de surface par les sous-marins), ainsi que des mines et objets posés sur le fond par les mouilleurs de mines, mais également pour le guidage des torpilles lors de leur trajectoire sous-marine ;
- pour la pêche, pour la détection des bancs de poissons ;
- pour la navigation maritime et fluviale et en hydrographie, pour cartographier le fond des océans et d'autres plans d'eau — on parle alors de sondeur bathymétrique utilisé par les océanographes;
- en archéologie subaquatique et sous-marine ;
- dans des capteurs de pollutions aquatiques.

Les sonars peuvent être actifs (émission d'un son et écoute de son écho) ou passifs (écoute des bruits).
Dans le domaine de la biologie, on parle aussi de sonar à propos des moyens d'écholocalisation dont disposent les cétacés et les chauves-souris.

## Premières études sur les ondes sonores dans l'eau
Dès 1822, Jean-Daniel Colladon utilise une cloche sous l'eau et un cornet acoustique (l’« hydrophone ») pour mesurer la vitesse du son sous l'eau dans le Léman. Avec le mathématicien Sturm, ils produisent les premières études significatives sur la propagation des ondes acoustiques de surface ; mais, ignorants de l'effet Doppler (qui ne sera découvert et analysé que 20 ans plus tard), leurs travaux ne permettent encore aucune application télémétrique sérieuse ; ils inspireront cependant les inventeurs du sonar.
En 1906, Lewis Nixon (architecte naval) développe un système d'écoute sous-marin, précurseur du sonar pour la détection des icebergs,.
Le détecteur piézoélectrique de sous-marin est inventé durant la Première Guerre mondiale par des équipes de scientifiques français, britanniques et américains dont Paul Langevin et Constantin Chilowski. Les premiers transducteurs à ultrasons de quartz furent mis au point en 1917 par le canadien Robert William Boyle (principe découvert en 1880 par Jacques et Pierre Curie). Les premiers essais sont réalisés début 1918 par le professeur Langevin dans le port militaire de Toulon à partir du remorqueur Vigoureux avec une succession de résultats encourageants : le 26 février 1918 sur une porte du bassin Vauban : le 4 mai à 400 et 500 mètres sur le sous-marin Messidor de la classe Pluviôse, puis à 600/800 mètres le 15 mai. Enfin, les essais de juin-juillet 1918 feront l'objet de la conclusion suivante : « La méthode de l'écho par ultrasons fournit un procédé nouveau efficace, et dès maintenant applicable pour la poursuite et l’attaque des sous-marins en plongée, dès que les fonds dépassent quarante mètres ». En octobre 1918, il détecte un sous-marin entre un et deux kilomètres et parvient à faire passer un message à 8 000 mètres. L'armistice de 1918 ralentit les recherches et arrête la coopération entre les alliés de la Première Guerre mondiale.
Alors qu'en France, le développement de cette technique est abandonné, le Royaume-Uni qui a mis en service son premier prototype en août 1918 sur le bateau de pêche réquisitionné Hiedra aboutit à un appareil opérationnel type 112 puis au type 114 qui est embarqué sur le destroyer HMS Rocket en 1922, tandis que le type 113 équipe le sous-marin HMS H32 de classe H. Les premiers sonars utilisés par les marines alliées sont des modèles passifs, c'est-à-dire sans émission de sons pour lire un écho. Vers 1917, Anglais et Américains développent des systèmes actifs (qui émettent et reçoivent un signal) ; en particulier, le centre de recherche sur les submersibles de New London, dans le Connecticut, y emploie l'expert en électronique W. G. Cady,.
Durant l'entre-deux-guerres, la technologie se perfectionne de manière décisive avec l'apparition de l'électronique de première génération, et les progrès de l'industrie naissante de la radio.
Le mot sonar (SOund Navigation And Ranging ) est employé pour la première fois durant la Seconde Guerre mondiale par les Américains et supplante le terme « ASDIC » des Britanniques. Durant cette guerre, la technologie est utilisée à grande échelle et joue un rôle déterminant dans la bataille de l'Atlantique contre les U-Boote allemands.
Les évolutions ultérieures du sonar incluent le sondeur d'échos, le détecteur de profondeur, le sonar à balayage rapide, le sonar à balayage latéral, le sonar WPESS (balayage dans le secteur électronique pulsé).

## Sonars actifs

### Principe

Disposition du sonar sur les SNLE de la classe Benjamin Franklin lancé dans les années 1960 : 1 - AN/WLR-9A; 2 - AN/BQR-7; 3 - AN/BQR-2.

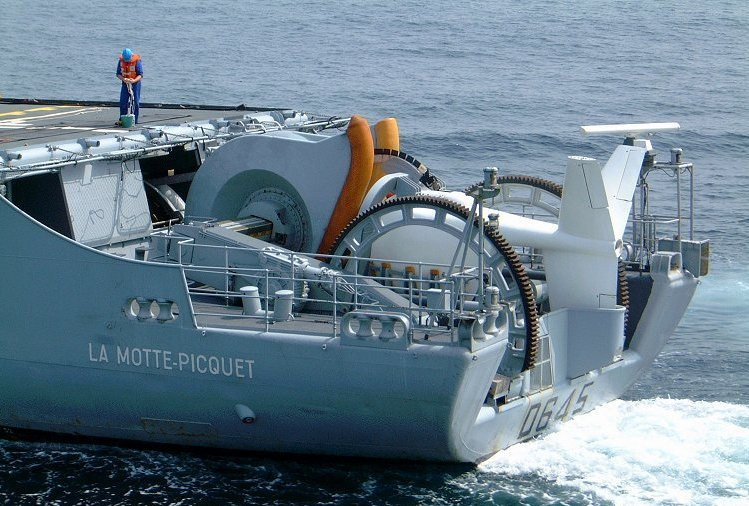
Sonar actif remorqué VDS (Variable Depth Sonar) type DUBV43C.

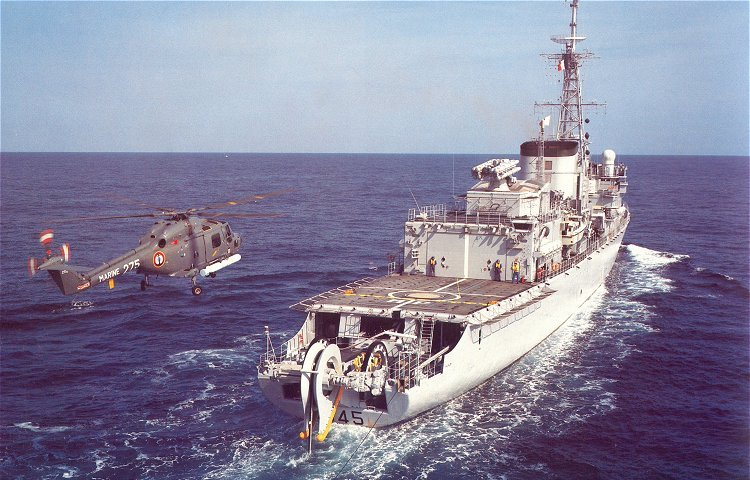
Sonar DUBV43C et antenne linéaire remorqués mis à l'eau par le en tableau de la frégate La Motte-Picquet (1988).

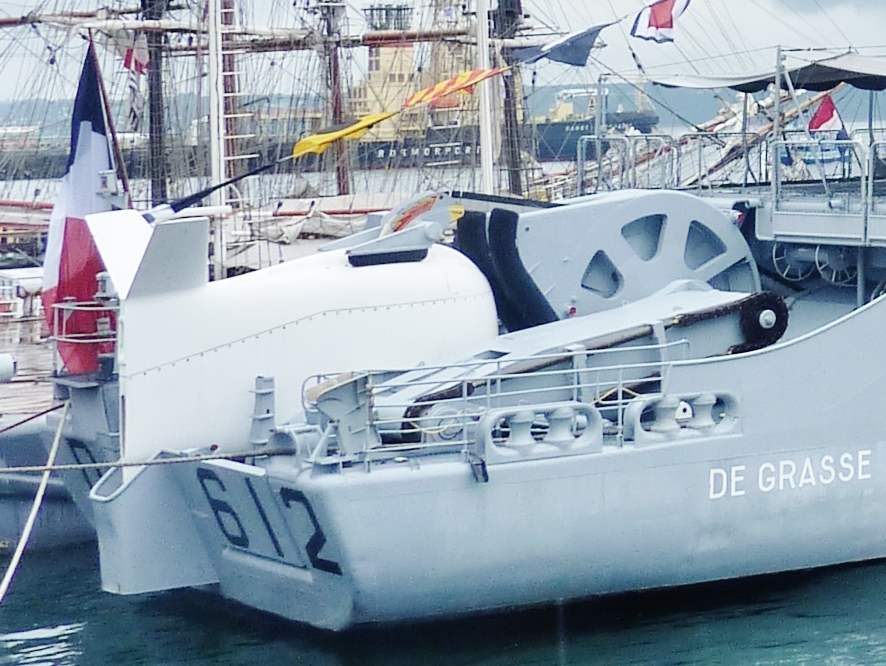
Le système SLASM (Système de lutte anti sous-marine) de la frégate De Grasse. Il comprend notamment un sonar ATBF (Actif Très Basse Fréquence) DSBX1 avec poisson de 10 tonnes intégrant tous les sonars (actifs et passifs). L'ATBF permet une détection jusqu'à plusieurs centaines de kilomètres. Le SLASM intègre également un sonar passif ETBF (Écoute Très Basse Fréquence) beaucoup plus discret mais moins performant sur les sous-marins modernes, dont les qualités de discrétion acoustique ont été grandement améliorées depuis les années 1980.

La première application militaire du sonar actif fut l’ASDIC (acronyme de Anti-Submarine Detection Investigation Committee). Les premiers transducteurs à ultrasons de quartz furent mis au point en 1917 par le canadien Robert William Boyle et les tout premiers ASDIC furent montés sur quelques navires quelques mois avant la fin de la Première Guerre mondiale.

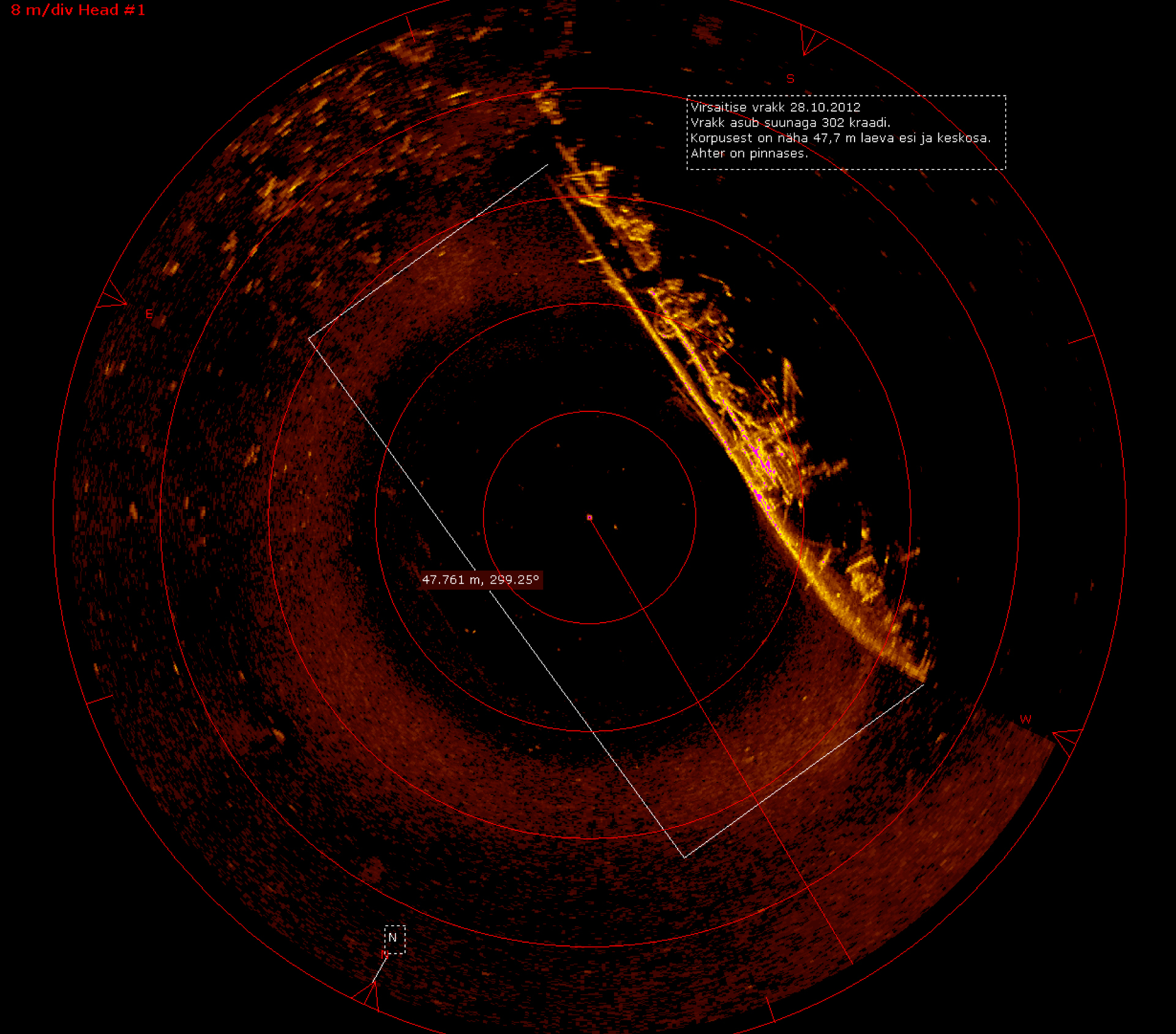
Image d'une épave de bateau au sonar du bateau letton, le "Virsaitis"

Un sonar actif émet une impulsion sonore et écoute son écho sur les obstacles qu'elle rencontre. Les bases d'émission et de réception des signaux sont appelés antennes et sont formées de plusieurs hydrophones.
L'antenne est :
- soit directionnelle, et l'opérateur l'oriente mécaniquement dans une direction donnée où il émet et écoute ;
- soit fixe et omnidirectionnelle, l'émission est alors soit omnidirectionnelle soit en faisceau formé électroniquement dans une direction donnée. À la réception, la direction de l'écho est également déterminée par un processus électronique (mesure des déphasages sur chaque hydrophone).

La distance est obtenue par la mesure du temps écoulé entre l'émission et la réception de l'écho (la vitesse de propagation du son dans l'eau de mer étant égale à environ 1 500 m/s, quatre fois plus vite que dans l'air).
La fréquence d'émission du sonar est choisie en fonction de son utilisation. Les hautes fréquences (plusieurs dizaines ou centaines de kHz) sont rapidement absorbées par l'eau de mer (plusieurs centaines de mètres) mais, en revanche, permettent la détection de petits objets et peuvent ainsi réaliser de véritables images. Employées à une fréquence de 14 à 22 kilohertz pour les ASDIC de la Seconde Guerre mondiale, elles sont donc, depuis, utilisées pour les sondeurs hydrographiques, les sonars de pêche, pour la recherche de mines, pour la détection de torpilles. L'impulsion peut avoir une fréquence constante, mais aussi une fréquence légèrement variable et modulée pour une détection plus fine de l'écho (Chirp). Une impulsion à fréquence fixe permet de tirer parti de l'effet Doppler (variation de la fréquence de l'écho due au déplacement de la cible) pour en déterminer sa vitesse. Une impulsion à fréquence variable ne permet pas d'utiliser l'effet Doppler, mais permet une meilleure détection (compression d'impulsion).
Plus on descend en fréquence, plus les distances de détection sont grandes, mais on perd en finesse et les antennes deviennent très grandes et très lourdes. En pratique, les sonars actifs très basse fréquence (ATBF) ne descendent guère en dessous de 3 kHz. Les portées de détection n'excèdent pas quelques dizaines de kilomètres (dans les zones de convergence).
Car l'autre difficulté rencontrée tient au fait que l'eau de mer n'est pas un milieu homogène. D'une part, la propagation est perturbée par le relief du fond, les animaux marins et le plancton. D'autre part, la célérité du son varie en fonction de la température (la bathythermie) et de la pression (et marginalement de la salinité). Ces paramètres varient avec la profondeur mais, entre 30 ou 100 mètres, se trouve généralement une limite marquée, appelée la thermocline, et qui divise l'eau chaude de la surface de l'eau froide du fond. L'onde générée par un sonar sur la thermocline est réfléchie par celle-ci. Ce phénomène n'existe pas dans les eaux côtières peu profondes, mais les échos sur le fond sont alors très gênants. Au-delà de cette thermocline, la température devient constante, mais les ondes sont soumises à l'influence de la pression qui va les « redresser » vers la surface, créant ainsi des zones de convergence (ZC). Les ondes sonores ne suivent donc pas des trajets rectilignes sur le plan vertical, (et aussi à grande distance sur le plan horizontal) et créent ainsi selon les conditions bathythermiques des « zones d'ombre » sonores, utilisées par les sous-marins et des zones de détections annulaires (les ZC) favorables à la détection. Pour cette raison, les bâtiments de lutte anti sous-marine utilisent à la fois des sonars de coque et des sonars remorqués, dont le « poisson » est immergé à quelques centaines de mètres pour « éclairer » par en dessous la thermocline. Ces bâtiments utilisent aussi des sonars passifs remorqués.
En effet, la mise en œuvre d'un sonar actif rend son porteur détectable et identifiable, puisque émettant un son très caractéristique. Il n'est pour cette raison pratiquement pas utilisé par les sous-marins, qui mettent en œuvre plusieurs types de sonars passifs.

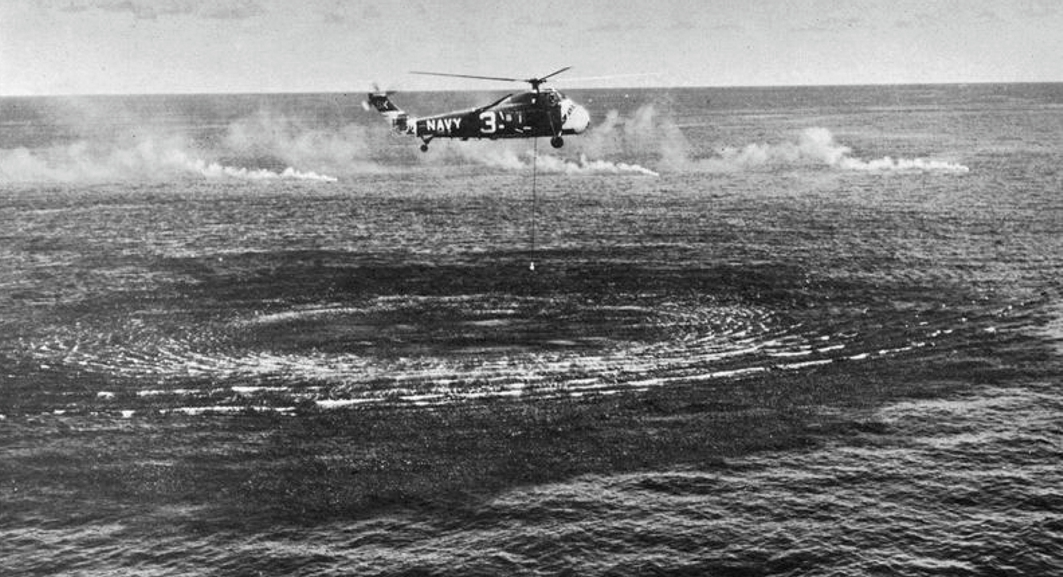
Sonar hélitreuillé pour la recherche de sous-marins

Les hélicoptères de lutte anti-sous-marine mettent également en œuvre des sonars actifs dit « trempés » à moyenne fréquence, qu'ils treuillent et immergent en vol stationnaire.
Les plus petits sondeurs ressemblent à une lampe-torche étanche. L'utilisateur le pointe dans l'eau, presse un bouton, et peut alors y lire une distance. Le sonar de pêche en est une variante permettant de voir les bancs de poissons sur un écran. Certains sondeurs ou sonars de pêche peuvent avoir des capacités proches de celles des sonars militaires, avec des représentations tridimensionnelles de la zone située sous le bateau.
Les sonars à usage militaire pourraient être la cause des échouages en masse de baleines pourtant en bonne santé. Des scientifiques ont notamment étudié les causes de la mort de dizaines de baleines retrouvées échouées sur une plage en Australie en novembre 2018 et d'une centaine retrouvées mortes sur les côtes écossaises et irlandaises entre août et décembre 2018. L'usage de sonars militaires semble provoquer une forte hausse du stress de ces animaux, les poussant à modifier leur comportement en plongée et les mettant en danger de mort.

### Impact des sonars sur la faune marine
Les sonars actifs causent, par leurs impulsions, une élévation du niveau des valeurs de crête du bruit sous marin.
Certains animaux marins, comme les cétacés, utilisent des systèmes d'écholocation similaires aux sonars actifs pour localiser leurs prédateurs et leurs proies. Les sonars ont un impact important sur le comportement de ces animaux. Ils sont notamment accusés de les amener à perdre leur chemin, voire de les empêcher de se nourrir ou de se reproduire. Des liens avec des échouages massifs ont également été faits.
Des sonars de haute puissance peuvent également tuer les animaux marins. Aux Bahamas, en 2000, une expérience de l'US Navy avec un émetteur à 230 dB dans la gamme de fréquence 3 000 à 7 000 hertz provoqua l'échouage de seize baleines, dont sept furent trouvées mortes. L'US Navy reconnut sa responsabilité dans cet échouage dans un rapport publié dans le Boston Globe, le 1er janvier 2002.

## Sonars passifs

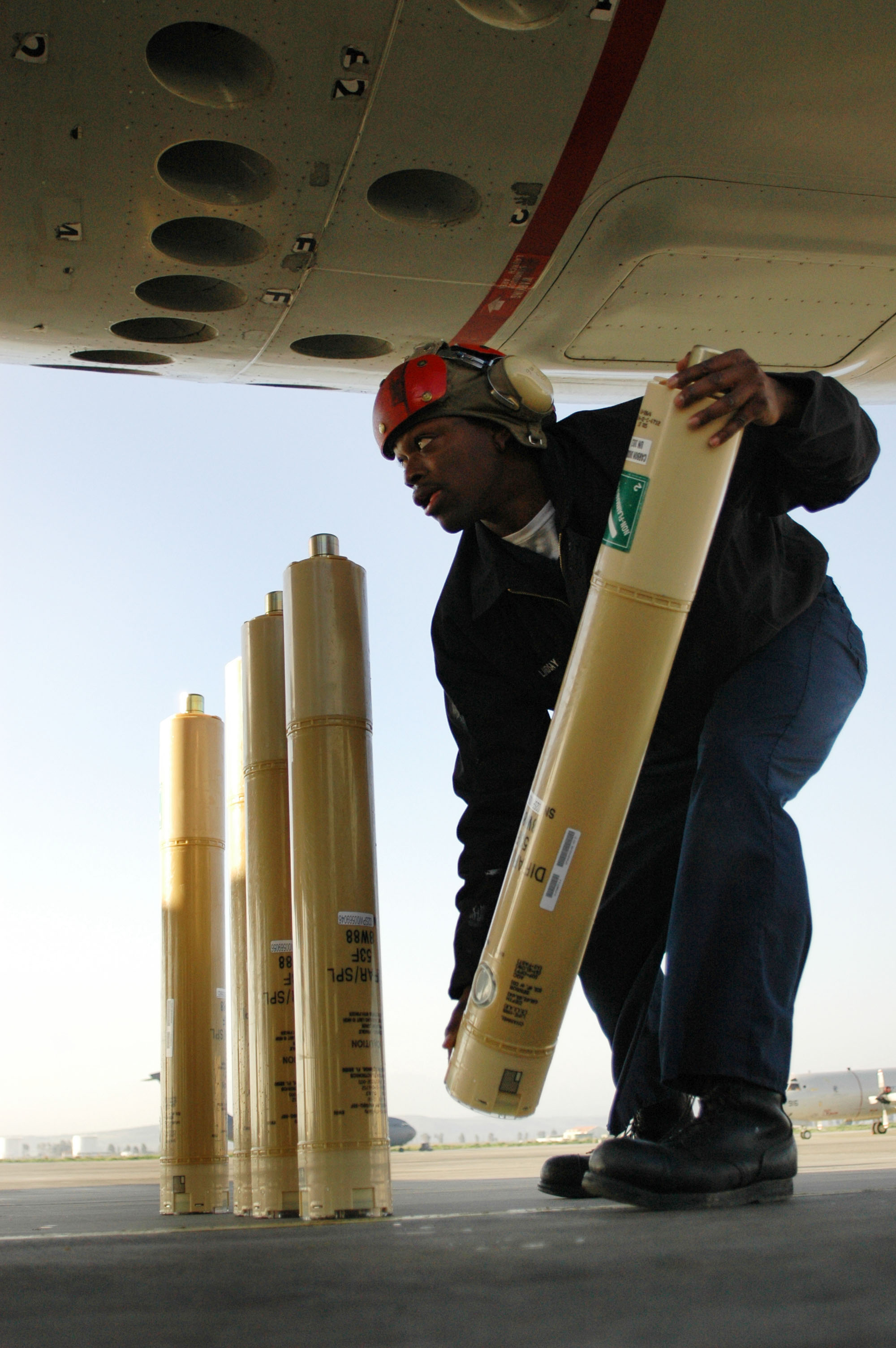
Bouées sonar chargées à bord d'un avion P-3 Orion de l'US Navy. Larguées en nombre, elles permettent de couvrir une large zone

Le principe du sonar passif est d'écouter des sons sans en émettre. Ils sont généralement utilisés dans des applications militaires ou scientifiques.
L'écoute des sons est l'activité principale d'un sous-marin en patrouille, il écoute :
- des sons émis par les hélices des bateaux et des coques en mouvements, voire des moteurs des avions de patrouille maritime ou des hélicoptères à basse altitude ;
- des émissions de sonars ;
- ses propres bruits pour les réduire, rester discret et conserver une bonne écoute.

Ces sons sont détectés, analysés, suivis par toute une série d'hydrophones, plus ou moins spécialisés en fonction de leur fréquence de recueil, sur la coque même du sous-marin ou sur une antenne linéaire remorquée (une « flûte sismique ») d'écoute très basse fréquence (ETBF) (quelques dizaines à quelques centaines de Hz). Ces équipements permettent de déceler une présence à des distances pouvant dépasser la centaine de kilomètres.
L'affichage de la plupart des sonars passifs se présente traditionnellement sous la forme d'une « chute d'eau » bidimensionnelle, avec en abscisse la direction (l'azimut) du son et en ordonnée le temps (ou la fréquence pour une analyse spectrale). Certains affichages utilisent des couleurs. Les plus récents emploient une représentation inspirée de celle des radars.
Le sonar passif ne mesure qu'une direction ; la distance est obtenue par le calcul et les cinématiques relatives du bruiteur et du sous-marin. Dans le cas de détection d'émissions sonar, la distance peut également être déterminée par les intervalles de temps entre les échos dus aux réflexions successives sur le fond et la surface.
Pour l'écoute, le sous-marin bénéficie d'un grand avantage par rapport à son adversaire de surface : il n'est pas perturbé par le bruit des vagues ni (à faible vitesse) par ses propres bruits, ce qui lui permet d'exploiter des propriétés propres à la propagation du son dans la mer. Aussi, l'océanographie militaire étudie les masses d'eaux, leurs températures et leur salinité, les courants et les tourbillons, dans le but de déterminer les conditions favorables à la détection sous-marine et les zones propices à la discrétion des sous-marins.
Les avions de patrouille maritime et les hélicoptères de lutte sous-marine utilisent également des sonars passifs sous forme de bouées acoustiques larguées et dont les signaux sont transmis par onde radio et reçus et analysés par l'aéronef, voire relayés vers un centre à terre.

### Identifications des bruiteurs
Du personnel spécialisé est formé à l'écoute (familièrement appelé « les oreilles d'or ») ; une grande pratique et un long entraînement leur permettent de reconnaître le type de navire, voire de l'identifier individuellement, de calculer sa vitesse et déceler ses changements de route. Les sonars passifs utilisent aussi des bases de données sonores très importantes et le calculateur analyse le spectre de fréquence du bruiteur pour l'identifier. La performance de l'oreille humaine reste toutefois encore supérieure dans bien des cas à celle du calculateur, et les deux moyens sont complémentaires.

### Son
Les sonars passifs sont généralement très limités du fait des bruits qui sont émis dans le bâtiment lui-même. Pour cette raison, les bâtiments de surface ne peuvent les utiliser que sous la forme d'antenne linéaire remorquée (elle est ainsi découplée de la coque).
Par conception, les sous-marins sont silencieux ; les moteurs et auxiliaires sont reliés à leur châssis (« suspendus ») par le biais de plots (généralement élastomériques), dissipant les vibrations (donc le bruit), sous forme de chaleur. Les sous-marins font l'objet d'un soin particulier pour éviter toute vibration par le choix d'équipements très silencieux intrinsèquement, par des formes hydrodynamiques soignées, évitant de générer des perturbations indiscrètes dans l'eau et par des propulseurs discrets. Les hélices font l'objet d'une conception attentive, afin de limiter les émissions de bruits, notamment ceux liés au phénomène de cavitation (formation de petites bulles sur les pales des hélices lors de leur rotation rapide par faible immersion). Un revêtement acoustique externe est souvent disposé sur la coque extérieure pour absorber les sons (on parle alors de matériau de masquage) et/ou diminuer l'écho d'une impulsion d'un sonar adverse (on parle alors de revêtement anéchoïque).

## Échanges des données sonar élaborées au sein d'une force navale
Les données élaborées à partir des sonar actifs et passifs se traduisent sur le système de combat ou de mission des plates-formes, par la création des objets tactiques suivants :
- Les pistes sous-marines
- les contacts perdus ((en)Lost Contact)
- les datums (dernière position connue d'un contact avant sa disparition)
- les points de référence ASW (Anti Submarine Warfare, Lutte anti-sous-marine)
- les points « bouées de référence »
- la position des bouées sonar, avec leur route et vitesse de dérive
- les azimuts des détections
- les zones de présence de sous-marin AMI ((en) NOTACK Area, pour No Attack).

Pour l'OTAN, ces données sont échangées au sein de la force navale par les liaisons de données tactiques, les liaison 11, liaison 16 et liaison 22.